# Impressora 3D

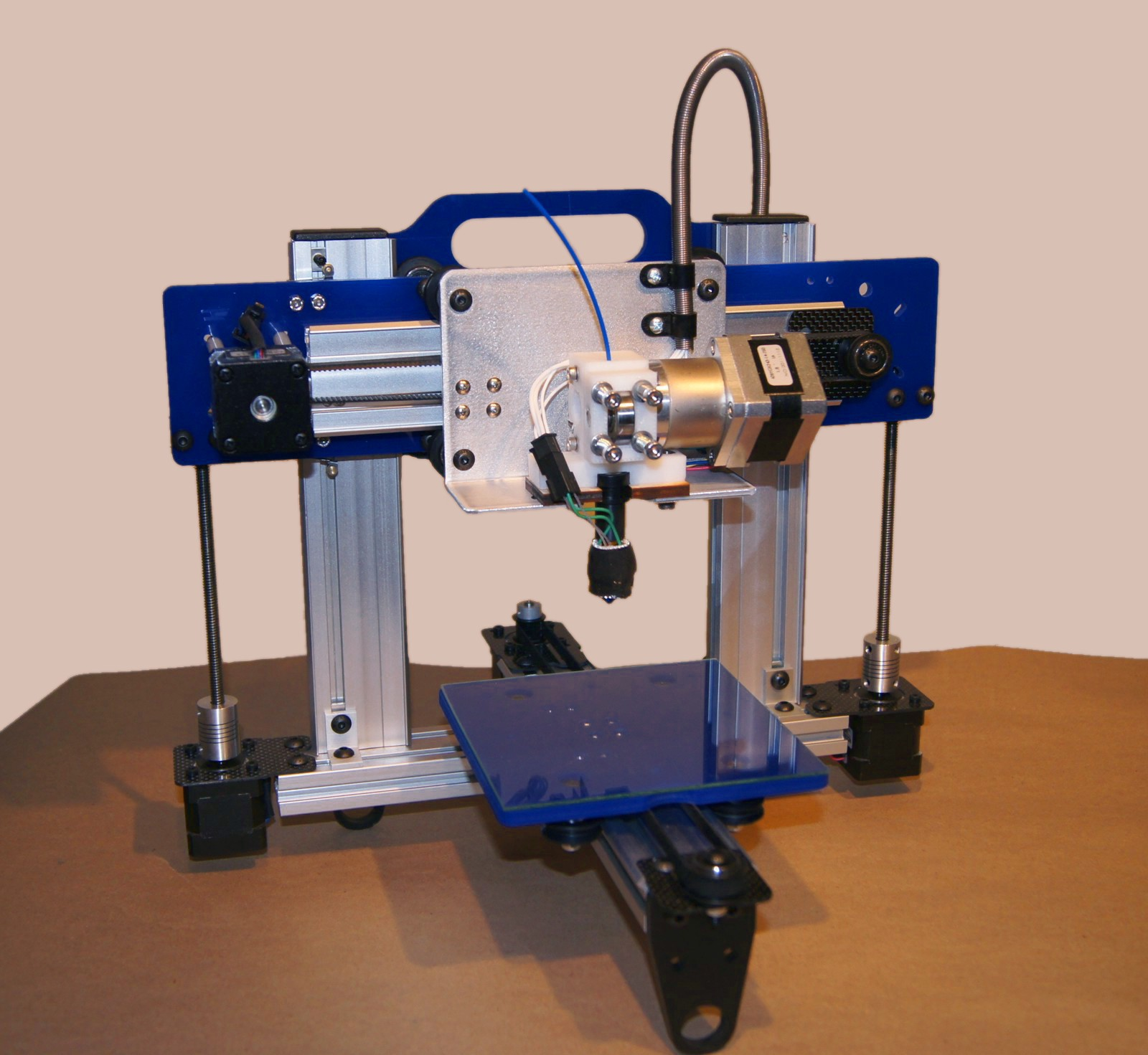
An ORDbot Quantum 3D printer

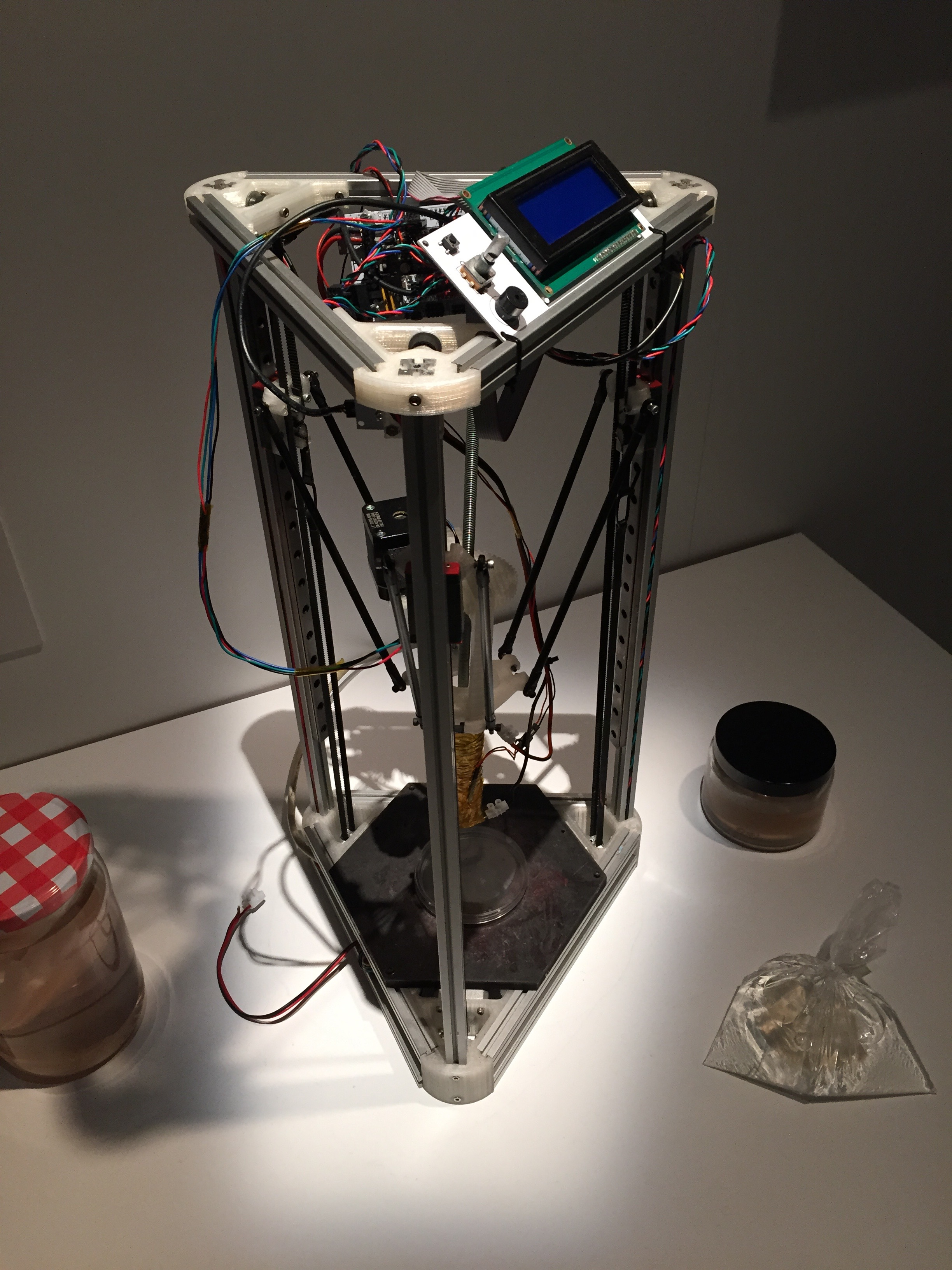
Prototip d'impressora d'òrgans humans

Una impressora 3D és una màquina que serveix per produir representacions 3D físiques de models creats per ordinador, mitjançant una tècnica anomenada fabricació additiva. Sorgeixen amb la necessitat de crear prototips d'una manera més ràpida i econòmica del que es feia fins llavors, a partir d'arxius de disseny assistit per computador (CAD). Un dels principals avantatges que té la impressió 3D respecte a altres mètodes de fabricació, és que elimina moltes de les restriccions de disseny que aquestes altres tenen; com per exemple la possibilitat de desemmotllament en les peces fabricades per injecció de polímers. Tot i que en un primer moment la tecnologia s'utilitzava bàsicament per a la fabricació de prototips i maquetes per sectors com l'arquitectura i el disseny industrial, actualment, gràcies a la reducció dels costos i l'increment dels materials i tecnologies disponibles, la impressió 3D està incrementant la seva presència no només en l'àmbit industrial, sinó també domèstic, formatiu i en la generació de teixits humans.

## Etapes
Qualsevol mètode d'impressió 3D segueix el mateix procés d'impressió, i té cinc passos obligatoris i un últim opcional.
- Modelació digital: Es crea un disseny assistit per computador (CAD).
- Exportació: El disseny és exportat amb extensió ".stl".
- Traducció: Aquest fitxer exportat es tradueix amb instruccions que les impressores 3D són capaces d'entendre per realitzar l'objecte el qual es vol imprimir, aquest procés es fa automàticament pel programa de disseny.
- Connexió: Les traduccions s'introdueixen a la impressora.
- Impressió: La impressora comença a imprimir l'objecte, aquest procés pot trigar minuts, hores o dies, depenen de la mida de l'objecte.
- Acabat (opcional): Molts processos d'impressió requereixen algun tipus de retoc al final de la impressió, el més comú és desemmotllar els objectes de la base de la impressora o de material auxiliar utilitzat durant la impressió.

## Tipus d'impressores
Els models comercials actualment són de dos tipus: 
- De compactació, que es basa en una massa de pols compacta per estrats.
- D'addició, o d'injecció de polímers, en què la matèria és afegida per capes.

Segons el mètode utilitzat per a la compactació de pols, es poden classificar en:
- Inkjet impressores 3D:"' utilitza tinta binder per compactar la pols. L'ús de tinta permet la impressió de diferents colors.
- Impressores làser 3D:"' Per mitjà de l'energia d'un làser es polimeritza la pols. Després la peça se submergeix en un líquid perquè el material augmenti la seva duresa i resistència. Imprimeix d'una vegada totes les capes. Posteriorment amb l'ajuda d'una aspiradora es treu l'excés de pols, que en el futur es reutilitzarà amb altres impressions.

### Les impressores 3D Inkjet
Per a les impressores de tinta, s'utilitza compost de pols, pot ser guix o cel·lulosa (el més comú és el guix). El resultat és bastant fràgil, per la qual cosa s'ha de sotmetre la peça a un bany de cianoacrilat o resina epoxi per donar-li la duresa necessària. Les peces elaborades amb pols de cel·lulosa s'hi pot afegir cautxú per obtenir parts flexibles. Aquest sistema té l'avantatge que és un mètode ràpid i econòmic, encara que les peces són més fràgils.

### Les impressores 3D de làser
En el cas d'impressores làser, al final del procés d'impressió, s'ha d'esperar un temps perquè polimeritzi el material acabat. L'avantatge d'aquest sistema és que les peces són més resistents, encara que el procés és més lent i més car.

### Impressores que injecten el polímer
Un altre sistema d'impressió de peces 3D, és la tecnologia per injecció de polímers amb resines líquides que polimeritzen amb la llum ultraviolada. Es tracta de fotopolímers a base d'acrílic amb diferents propietats, presenta avantatges com: varietat, flexibilitat, millora de la resistència al trencament, colors, etc. Es caracteritza per la seva precisió i acabat de superfície, que fa que la seva aplicació per eines sigui molt apropiada. Algunes peces s'han polimeritzat completament al final de la impressió i no hi ha cap temps d'espera afegit, però la peça ha de ser retirada aplicant un raig d'aigua a pressió. Aquesta tecnologia ha estat la primera a injectar dos materials diferents en una mateixa secció, que permet la creació de materials digitals amb propietats "a la carta". Els avantatges d'aquesta tecnologia són peces de gran qualitat, encara que una mica més cares.
Les impressores que imprimeixen fins i tot en color, són les tècniques més evolucionades en les que les capes fonen amb un líquid barrejat amb tinta, per tal d'obtenir les peces fins i tot en color, amb una capacitat de 2 ^ 24 colors diferents. Els arxius que contenen les dades d'aquestes peces són com el stl, triangles, que també incorporen la característica de color en cada triangle, així que la impressió de textures també és totalment factible.
Aquesta tecnologia és relativament nova i, per tant, incorpora els avantatges inherents a això com la simplicitat de gestió, fiabilitat i medi ambient net de treball, per nomenar uns quants. Aquestes màquines, en funció de la tecnologia utilitzada, són capaços d'imprimir a més o menys velocitat, aquesta està estretament relacionada amb el gruix de la capa amb la qual han de treballar.

### ZPrinter
En el cas de la ZPrinter, que endureix compòsits basats en guix o cel·lulosa, la impressora funciona amb capes de 0,089 i 0,203 mm, a una resolució de l'eix x i 300x450 dpi. Això es tradueix a una velocitat d'impressió entre 2 i 3 cm vertical, en funció de la geometria de les peces, si es tracta de color o monocrom o què ha omplert el cub.
El preu del ZPrinter està per sobre de 20.000 € en la seva versió més barata, molt lluny encara del mercat de consum, però sí que són una eina molt rendible per professionals. Pels models professionals és de més de 60.000 € i la seva contribució i rendibilitat en el sector de desenvolupament de productes és indiscutible.

## Materials
Actualment les impressores 3D són capaces d'imprimir pràcticament en qualsevol material, aquesta és un dels grans avantatges que aconsegueixen que evolucionin tan positivament en el món empresarial. A continuació és mostra un llistat dels principals materials:
- Niló: És un plàstic flexible que s'utilitza molt en la impressió 3D, pot trobar-se en forma sòlida: filament o granulat. Principalment es troba en color blanc, però pot trobar-se en una gran gamma de colors.

- ABS: És un altre tipus de plàstic el qual és resistent i no tan flexible, principalment s'utilitza en forma de filaments. Es pot trobar en moltíssims colors.

- Laywood: És un plàstic específicament creat per la impressió 3D, està format per plàstic i fusta, té una tonalitat marró que intenta imitar el color de la fusta.

- Laybrick: És un plàstic combinat amb gres o ceràmica, té una tonalitat de color semblant al marbre o pedra.

- Acer inoxidable: Un dels materials més utilitzats, principalment es troba en estat de pols, per les tecnologies de compactació. El color més utilitzat és en tonalitats platejades.

- Titani: Possiblement el més utilitzat quan s'imprimeix amb materials metàl·lics, igual que amb l'acer inoxidable s'utilitza també en forma de pol per les tecnologies de compactació. Utilitzat per a peces industrials per la seva resistència i duresa.

- Plata i or: Aquest parell de materials s'utilitzen en la impressió d'objectes de joieria, materials brillants i molt valuosos.

- Paper: Material utilitzat per a peces en què no es busca molta resistència; així i tot, s'utilitza per a objectes petits i de decoració.

- Menjar: Sorprenentment també s'utilitzen per imprimir menjar, actualment acostuma a ser xocolata, sucre o carn.

## Aplicacions
- Automoció: S'acostuma a utilitzar per dissenyar peces petites dels cotxes, com per exemple caixes de canvis o peces metàl·liques de la carrosseria dels cotxes. Actualment s'està utilitzant en la Fórmula 1 per 1 millorar l'aerodinàmica.[5]

- Alimentació: Un dels camps que estan en completa investigació, en un futur podria començar-se a imprimir aliments perfectament equilibrats: vitamines, proteïnes, calories, etc.[6][7]

- Medicina: Un dels sectors que més s'estan aprofitant de la impressió 3D. Amb les impressores s'aconsegueix crear productes totalment personalitzats el que disminueix el percentatge de rebuig. Actualment s'ha pogut imprimir pròtesis funcionals, òrgans, teixits. El gran objectiu és aconseguir crear òrgans totalment funcionals i poder fer trasplantaments en un futur pròxim.

- Armament: També s'estan fabricant armes totalment funcionals el que permeten que qualsevol persona pugui reproduir una arma a casa seva i poder utilitzar-la com vulgui,[8] de moment no són de molta precisió i acostumen a tenir utilitat per a una única bala, no obstant hi ha hagut casos de persones que les han utilitzat i són mortals.

- Aviació: S'estan imprimint peces del modelatge dels avions, però s'està investigant per intentar imprimir el modelatge sencer, per així evitar fugues entre les soldadures de les peces. (Airbus) és l'empresa que està investigant la impressió total d'un avió comercial.

- Aeroespacial: S'imprimeixen peces de coets i satèl·lits per a l'estació espacial internacional, actualment s'ha pogut construir una impressora 3D capaç d'imprimir amb gravetat 0, molt útil per evitar el transport de les peces fins a l'estació espacial internacional.

- Joieria: No hi ha cap restricció en la joieria, s'aprofita la gran precisió de les impressores 3D per fer detalls de molta qualitat, s'utilitza la plata i l'or per la gran majoria de peces de joieria.

- Arquitectura: Al començament s'utilitzava per imprimir peces necessàries per a la construcció dels edificis: parets, envans, etc. Però al Japó s'ha aconseguit imprimir un edifici sencer amb una impressora 3D de dimensions gegants. És possible que es segueix investigant en la construcció d'edificis en un futur sigui una pràctica molt normal, per reduir imprecisions en la construcció i fer edificis més segurs.

- Moda: La moda també s'aprofita de la impressió 3D, la primera peça de roba que es va imprimir completament va ser un biquini, però actualment ja es pot imprimir roba interior, calçat, vestits, samarretes...[9]

## Fabricants
Taula de quota de mercat de les impressores 3D més importants.
| Empresa         | Percentatge |
| --------------- | ----------- |
| Rep Rap Project | 26,01%      |
| Maker Bot       | 17,71%      |
| Objet           | 9,42%       |
| Zcorp           | 8,97%       |
| Stratasys       | 7,85%       |
| 3D Systems      | 8,30%       |
| EOS             | 7,17%       |
| Dimension       | 5,16%       |
| BitsfromBytes   | 4,71%       |
| Ultimaker 21    | 4,71%       |